# 韶関市
韶関市（しょうかんし）は中華人民共和国の広東省にある地級市。

## 歴史
韶関の歴史は古く10万年前には人類の活動が行われており、市内には旧石器時代以降の遺跡が点在している。春秋時代には荊州、揚州の管轄に置かれ、戦国時代では楚の勢力下に、秦代には南海郡の管轄に置かれた。前111年、前漢は現在の広東省北部に曲江県を設置し、韶関市の区域が管轄下に置かれた。
三国時代の265年（甘露元年）、呉は関東省北部に始興郡とその下部行政区域として曲江県などの6県を設置し、郡治を曲江（現在の市街地）に設置した。南朝以降は州郡が設置されるようになり、韶関市は衡州の管轄となった。そして隋代の589年（開皇9年）に州北部の名勝・韶石山に因み韶州と改称され、それ以降の王朝で韶州の名称が継承されて行くこととなる。明清代には現在の韶関市に税関が設置されたことから、韶関という通称が発生している。
中華民国初期は広東省南韶連綏靖区、南韶連道、嶺南道、南韶連行政区、北区、西北綏靖区、第二行政督察区等が相次いで設置された。国共内戦の結果中国共産党による支配が開始されると、1949年11月に広東省は北江臨時行政委員会を設置、韶関市や曲江県等の17県市を管轄とした。1950年1月に臨時委員会は北江専区に改称、1952年には粤北行政区へと会h源されている。1956年、粤北行政区が廃止されると韶関専区が設置され、1970年に韶関地区と改称、1975年11月に地級市として韶関市が再度改変され、曲江県を管轄するようになった。1983年に地方行政の合併が行われ、現在の行政区域が誕生している。

## 地理
広東省の北部に位置し、河源市、恵州市、広州市、清遠市、江西省贛州市、湖南省郴州市に接する。
広東の北門とも称され古来より北方地域と華南を連絡する交通の要衝であった。京広線や京珠高速公路が市内を貫いており、南北を交通している。
韶関市は南嶺山脈の南麓（嶺南）にあり、地勢は山地・丘陵が主で、水の浸食により多くの谷が造成されてきた。市域内の主な山並みは東西方向に走っており、北から順に、蔚嶺、大庾嶺（だいゆれい）、瑤山、滑石山、青雲山などがある。各山系の間には多くの盆地があり、主要なものには南雄盆地、楽昌盆地、韶関盆地、翁源盆地などがある。
市域内の最高峰は石坑崆で高さは1,902メートルであり、広東省の最高峰でもある。韶関市区の北にある山脈の多くは岩石は紅色で地層がはっきりとしており、岩層の中には多くの古生物の化石が含まれている。こうした地貌は、韶関市内の仁化県にある丹霞山の名をとり「丹霞地貌」と命名されており、中国の南部を中心に広く見られる。韶関の名の由来となった韶石山は、丹霞山の南に隣接している。
韶関市域内の最も重要な河川は珠江の支流、北江（韶関市区より北では「湞江」と呼ばれる）であり、市域内の全長は144キロメートルになる。
韶関の気候は温暖湿潤で、年平均気温は20度前後であり、1月の気温がもっとも低く平均10度前後、7月の気温がもっとも高く平均気温は30度に達する。年降雨量は1,400-1,900ミリメートルで、春夏の降雨量が大きく、秋冬の雨は少ない。平均無霜期は310日だが、北部の山地では雪が降ることがある。

## 行政区画
3市轄区・2県級市・4県・1自治県を管轄する。
- 市轄区：
  - 湞江区・武江区・曲江区
- 県級市：
  - 楽昌市・南雄市
- 県：
  - 始興県・仁化県・翁源県・新豊県
- 自治県：
  - 乳源ヤオ族自治県

| 韶関市の地図                                                                       |
| ---------------------------------------------------------------------------------- |
| 武江区 湞江区 曲江区 始興県 仁化県 翁源県 新豊県 乳源ヤオ族 · 自治県 楽昌市 南雄市 |

### 年表
この節の出典

#### 北江臨時行政委員会
- 1949年10月1日 - 中華人民共和国広東省北江臨時行政委員会が成立。曲江県・楽昌県・仁化県・清遠県・英徳県・陽山県・南雄県・始興県・翁源県・連南県・連山県・連県・乳源県・従化県・仏岡県・新豊県が発足。(16県)
- 1949年11月 - 曲江県の一部が分立し、韶関市が発足。(1市16県)
- 1950年1月12日 - 北江臨時行政委員会が専区に移行し、北江専区となる。

#### 韶関市(第1次)
- 1950年1月12日 - 北江臨時行政委員会韶関市が地級市の韶関市に昇格。(1市)
- 1956年1月4日 - 韶関市が韶関専区に編入。

#### 北江専区
- 1950年1月12日 - 北江臨時行政委員会が専区に移行し、北江専区となる。(16県)
  - 韶関市が地級市の韶関市に昇格。
- 1951年9月 - 新豊県が東江専区に編入。(15県)
- 1952年11月 - 北江専区が行政区に移行し、粤北行政区となる。

#### 粤北行政区
- 1952年11月 - 北江専区が行政区に移行し、粤北行政区となる。(19県)
  - 東江専区連平県・和平県・新豊県、珠江専区花県を編入。
- 1953年3月17日 - 連南県・連山県が合併し、連南ヤオ族自治区が発足。(17県1自治区)
- 1954年2月20日 - 連南ヤオ族自治区の一部が分立し、連山県が発足。(18県1自治区)
- 1954年12月23日 - 楽昌県の一部が湖南省郴県専区宜章県に編入。(18県1自治区)
- 1955年9月 - 連南ヤオ族自治区が県制施行し、連南ヤオ族自治県となる。(18県1自治県)
- 1956年1月4日 
  - 和平県・連平県が恵陽専区に編入。
  - 曲江県・楽昌県・仁化県・連県・陽山県・連山県・乳源県・南雄県・始興県・翁源県・新豊県・仏岡県・清遠県・英徳県・従化県・連南ヤオ族自治県が韶関専区に編入。
  - 花県が仏山専区に編入。

#### 韶関地区
- 1956年1月4日 - 韶関市、粤北行政区曲江県・楽昌県・仁化県・連県・陽山県・連山県・乳源県・南雄県・始興県・翁源県・新豊県・仏岡県・清遠県・英徳県・従化県・連南ヤオ族自治県を編入。韶関専区が成立。韶関市が県級市に降格。(1市15県1自治県)
- 1956年11月16日 - 曲江県・乳源県・楽昌県の各一部が合併し、韶辺ヤオ族自治県が発足。(1市15県2自治県)
- 1958年4月28日 - 楽昌県の一部が湖南省郴県専区宜章県に編入。(1市15県2自治県)
- 1958年5月29日 - 連山県が自治県に移行し、連山チワン族ヤオ族自治県となる。(1市14県3自治県)
- 1959年3月22日 (1市6県1自治県)
  - 仏岡県が従化県に編入。
  - 曲江県・仁化県が韶関市に編入。
  - 連県・陽山県・連南ヤオ族自治県・連山チワン族ヤオ族自治県が合併し、連陽各族自治県が発足。
  - 新豊県が翁源県に編入。
  - 始興県が南雄県に編入。
  - 乳源県・韶辺ヤオ族自治県が楽昌県に編入。
- 1959年3月31日 (1市8県1自治県)
  - 恵陽専区河源県・竜川県・連平県を編入。
  - 従化県が仏山専区に編入。
- 1960年9月20日 - 連平県が和平県に改称。(1市8県1自治県)
- 1960年9月30日 - 翁源県の一部が分立し、新豊県が発足。(1市9県1自治県)
- 1960年12月14日 (1市11県1自治県)
  - 連陽各族自治県の一部が分立し、陽山県が発足。
  - 連陽各族自治県が連州各族自治県に改称。
  - 南雄県の一部が分立し、始興県が発足。
- 1961年10月5日 (1市14県1自治県)
  - 韶関市の一部が分立し、曲江県・仁化県が発足。
  - 連州各族自治県が分割され、連県・連南ヤオ族チワン族自治県が発足。
- 1962年3月27日 - 連南ヤオ族チワン族自治県が分割され、連山チワン族ヤオ族自治県・連南ヤオ族自治県が発足。(1市14県2自治県)
- 1962年12月1日 - 和平県・新豊県の各一部が合併し、連平県が発足。(1市15県2自治県)
- 1963年6月29日 - 楽昌県・曲江県の各一部が合併し、乳源ヤオ族自治県が発足。(1市15県3自治県)
- 1963年7月3日 (1市12県3自治県)
  - 広州市仏岡県を編入。
  - 河源県・連平県・和平県・竜川県が恵陽専区に編入。
- 1970年 - 韶関専区が韶関地区に改称。(1市12県3自治県)
- 1975年3月24日 - 新豊県が広州市に編入。(1市11県3自治県)
- 1975年11月22日 (10県3自治県)
  - 韶関市が地級市の韶関市に昇格。
  - 曲江県が韶関市に編入。
- 1983年12月22日 
  - 南雄県・始興県・仁化県・楽昌県・翁源県・英徳県・陽山県・連県・乳源ヤオ族自治県・連南ヤオ族自治県・連山チワン族ヤオ族自治県が韶関市に編入。
  - 清遠県・仏岡県が広州市に編入。

#### 韶関市(第2次)
- 1975年11月22日 - 韶関地区韶関市が地級市の韶関市に昇格。(1市1県)
  - 韶関地区曲江県を編入。
- 1983年12月22日 - 韶関地区南雄県・始興県・仁化県・楽昌県・翁源県・英徳県・陽山県・連県・乳源ヤオ族自治県・連南ヤオ族自治県・連山チワン族ヤオ族自治県を編入。(1市9県3自治県)
- 1984年7月 - 湞江区・武江区・北江区を設置。(3区9県3自治県)
- 1988年1月7日 (3区7県1自治県)
  - 英徳県・陽山県・連県・連山チワン族ヤオ族自治県・連南ヤオ族自治県が清遠市に編入。
  - 広州市新豊県を編入。
- 1994年4月28日 - 楽昌県が市制施行し、楽昌市となる。(3区1市6県1自治県)
- 1996年6月17日 - 南雄県が市制施行し、南雄市となる。(3区2市5県1自治県)
- 2004年5月29日 (3区2市4県1自治県)
  - 北江区が湞江区に編入。
  - 曲江県の一部が湞江区・武江区・仁化県に分割編入。
  - 曲江県の残部が区制施行し、曲江区となる。

## 経済
改革開放政策とともに韶関も経済発展が進み、2007年の地域総生産額は482.5億元、成長率は14.9%と全国平均以上の経済発展を実現している。固定資産への投資額、金融残高もそれぞれ200億元を越えるなど、今後も順調な経済発展を見込める情勢である。
韶関は広東省における重工業拠点とされ、1950年代から70年代にかけては国家重点工業地域として開発が進み、韶関鋼鉄廠、韶関冶煉廠、韶関挖掘機廠などの基幹産業企業が設立され、韶関発展の基礎を築いた。80年代以降の開発開放経済による更なる発展を見た韶関市は関東省北部の経済拠点を目標にした積極的な経済政策が実行されている。現在は鉱業、各種金属材料、建材を中心に、機械製造、石油化学鉱業を初め軽工業なども育成が行われ、電子情報技術と電気機械工業を一体化させ、また新素材の開発などのハイテク産業をも擁する総合的な工業都市と成長している。
また農業面でも気候や地勢に恵まれた結果、農業従事者一人当たりの耕地面積は広東省トップとなっている。また農業分野でのインフラ整備も積極的に行われ、2007年の農業発展は6%（73.7億元）を記録し、365.3万エーカーの農地を有している。また養鶏業や淡水魚の養殖業なども盛んである。
商業分野では2007年の消費金額総計は196.6億元を記録し、不動産業や通信業などで大きな発展を見せると同時に、韶関を訪問する旅行者も858.8万人を記録するなど旅行業も大いに発展している。また税関統計によれば2007年の韶関からの貿易総額は12.9億ドルを記録すると共に、海外からの投資金額も5.1億ドルに達している。貿易品目としてはハイテク関連製品が3.1億ドルと全輸出額の58%を占め、次いで各種工業製品、玩具などが主要品目としてあげられる。

## 交通
空港
- 韶関丹霞空港（中国語版）

鉄道
- 京広線
- 京広高速鉄道
- 贛韶線（中国語版）

道路
- 京珠高速道路
- 韶贛高速道路